# Pont de Medjez el-Bab
Le pont de Medjez el-Bab est un pont historique toujours en utilisation, situé dans la ville tunisienne de Medjez el-Bab dans le gouvernorat de Béja, et permettant le passage au point kilométrique 57,379 de la route nationale 5 reliant Tunis au Kef.

## Historique

### Prélude au pont moderne
À environ 120 mètres à l'est du pont actuel, sur la rive droite de l'ancien cours de la Medjerda (qui a changé de lit avant l'époque médiévale), se distinguent clairement les ruines d'un pont antique restauré à plusieurs reprises à l'époque romaine, le pont maçonné initial existant probablement dès l'époque carthaginoise. Celles-ci sont notamment constituées d'une arche bien conservée, d'une autre pile de quatre mètres, du tablier et des becs en éperon et d'un mur d'aile en pierres de taille bossées. Ce premier pont, à l'entrée ouest de la ville antique (appelée à l'époque Membressa), reliait Carthage à Tébessa.
Le pont actuel est construit sur ordre de Mourad II Bey en remployant des blocs antiques des vestiges de la ville de Membressa, et en particulier du pont de l'époque romaine. Ce pont mouradite fait partie des nombreuses réalisations architecturales commandées par Mourad II qui fait construire à la même époque, plus en aval sur la Medjerda, le pont-barrage d'El Batan sur les ruines d'un autre pont romain préexistant.

### Témoin des instabilités mouradites
Mourad II sillonne beaucoup le pays durant son règne, en particulier la riche région agricole de la vallée de la Medjerda, pour lever l'impôt, mais aussi pour combattre l'intrusion de la milice d'Alger et certaines tribus du Nord-Ouest de la Tunisie qui s'étaient alliées avec elle. L'objectif principal du pont de Medjez el-Bab est donc de permettre les déplacements rapides de l'armée vers la frontière et la province rétive, et ceux de la colonne armée du bey chargée d'assurer l'ordre intérieur et de lever les impôts.
Le pont mouradite de Medjez el-Bab n'est achevé qu'en 1677 (1088 de l'hégire), c'est-à-dire deux ans après la mort de Mourad II (1675), qui ouvre une période de guerre civile dite des révolutions de Tunis qui ne se conclut qu'en 1702, une fois tous les princes mouradites assassinés par Ibrahim Cherif.

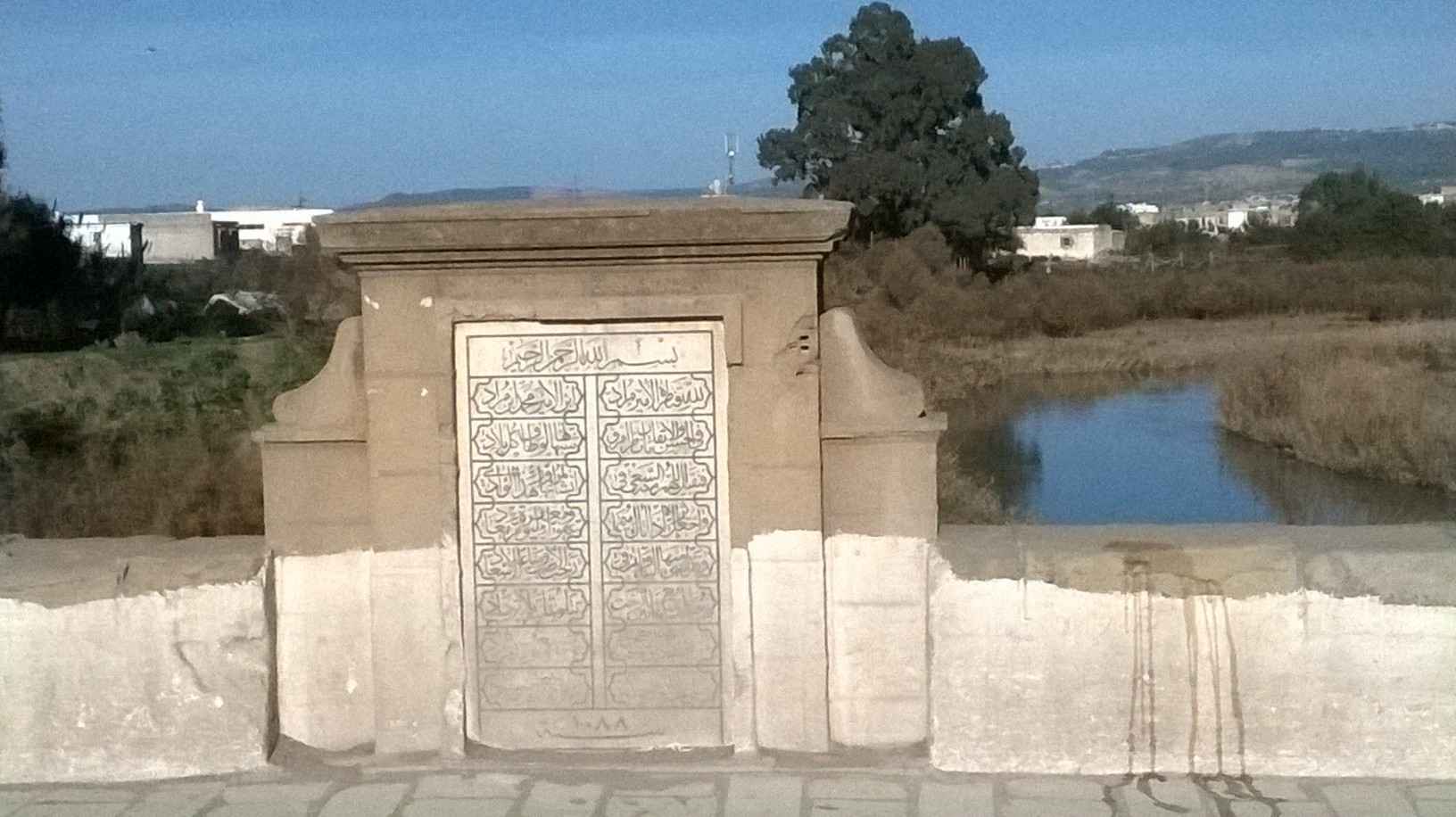
Plaque apposée en 1702.

Une plaque apposée sur le pont, encore bien lisible de nos jours, indique une date de dédicace en l'an 1088 de l'hégire, c'est-à-dire dans la première partie de l'année 1702, avant la chute de la dynastie mouradite. Elle témoigne de la complexité de la famille régnante en attribuant l'apposition de la plaque à « Amir Mourad Ibn Amir Mohamed Ibn Mourad », soit Mourad III Bey (règne de 1699 à 1702), petit-fils de Mourad II, le commanditaire initial du pont. Mourad II a eu trois fils : Mohamed Bey El Mouradi, lui-même grand bâtisseur, Ali et Romdhane. Mourad III est le fils biologique d'Ali Bey mais, quand son oncle Mohamed fait assassiner son père, il est tour à tour adopté par Mohamed puis, dans la période d'instabilité qui suit, par son autre oncle Romdhane qui l'accuse de comploter et tente de lui crever les yeux. Mourad III lui échappe de justesse, puis le fait tuer en 1699.
Mourad III, sur cette plaque de pont, décide donc d'une filiation symbolique par son oncle Mohamed et y est ainsi inscrit comme le fils du prince (ibn Amir) Mohamed, [petit]-fils de Mourad [II]. Les chroniqueurs de l'époque, comme l'historien Ibn Abi Dhiaf, indiquent que ce choix est effectué par défaut et non une preuve de respect ni d'affection car ils rapportent que Mourad III a fait déterrer les cadavres de ses deux oncles pour leur tirer dessus avec un mousquet et désacraliser ainsi leur sépulture.

### Seconde Guerre mondiale
Pendant la campagne de Tunisie en 1942, le général Georges Barré et les troupes françaises empêchent les forces de l'Axe de passer par Medjez el-Bab. Le général allemand Walther Nehring lance, le 19 novembre 1942, un ultimatum pour passer, que les officiers français libres rejettent. Malgré de lourdes pertes françaises, les attaques allemandes sont toutes repoussées pendant la journée jusqu'à quasi épuisement des munitions côté français. À la nuit tombée, les Français en se retirant tentent de faire sauter le pont préalablement miné pour ralentir l'avancée allemande et permettre aux détachements alliés d'arriver. Une seule mine explose et deux arches sont endommagées.

## Utilisation contemporaine
Le pont à huit arches est inscrit le 3 mai 1920 sur la liste des monuments classés du gouvernorat de Béja par l'Institut national du patrimoine.
Ayant résisté à toutes les crues de la Medjerda, il est toujours ouvert à la circulation automobile sur le tracé de la route nationale 5.